# FV433 Abbot SPG
Az FV 433 Önjáró Tábori Tüzérség, "Abbot" a Brit Szárazföldi Erők FV 430-as páncélozott harci jármű szériájának önjáró lövege. A FV 430-as alvázának felhasználásával, de teljesen átalakított a jármű hátsó fülkéjébe épített 105 mm-es löveggel és FV 433-as tipusjellel.